# International Business and Global Economy
International Business and Global Economy – czasopismo naukowe, rocznik wydawany przez Wydawnictwo Uniwersytetu Gdańskiego.
Pierwotna nazwa czasopisma to „Prace i Materiały Instytutu Ekonomiki Handlu Zagranicznego”. Pierwszy numer ukazał się w 1973 roku. Od roku 2013 funkcję redaktora naczelnego pełniła dr Katarzyna Bałandynowicz-Panfil, zmieniła się także nazwa czasopisma na „International Business and Global Economy”.
Czasopismo znajduje się w wykazie czasopism naukowych prowadzonym przez Ministra Edukacji i Nauki z przyznaną liczbą 40 punktów.